# William Ronald Dodds Fairbairn
William Ronald Dodds Fairbairn est un psychiatre et psychanalyste écossais né le 11 août 1889 à Édimbourg, ville où il meurt le 31 décembre 1964.

## Biographie
Philosophe, théologien puis médecin, il s'est tourné vers la psychanalyse. Il a eu Ernest Connel comme psychanalyste. Il a notamment étudié en Allemagne, ce qui lui a permis, vu sa connaissance de la langue, d'accéder directement aux textes de Sigmund Freud. Sa fille et des proches de l'œuvre du psychanalyste ont pu démontrer la forte influence qu'Aristote et Hegel ont eu dans son œuvre. Ce détail a une certaine importance lorsqu'on sait à quel point Freud se méfiait de tout système philosophique, celui de Hegel en particulier. C'est la guerre de 1914 qui l'a décidé à entreprendre des études de médecine avec le projet de devenir psychothérapeute. Il a ainsi travaillé sur les névroses de guerre, puis sur les adolescents délinquants, ses idées ont beaucoup inspiré les éducateurs. Il a été l'un des premiers à parler de responsabilité diminuée dans le cadre d'une expertise psychiatrique. Il est surtout un des pionniers des théories de la relation d'objet. Il s'est tenu à l'écart des controverses entre kleiniens et "anna-freudiens". Sur certains points, il était très proche des idées de Melanie Klein (les états schizoïde de Fairbairn 1940, la position schizo-paranoïde de Klein). Sur la question de l'objet, la théorie de Fairbairn diffère de celle de Freud dans la mesure où selon lui, ce n'est ni la satisfaction de la pulsion ni le fantasme qui priment, mais le fait qu'il est orienté vers la réalité.

## Publications
- Études psychanalytiques de la personnalité, Éd. du Monde Interne, 1998,  (ISBN 2-9512286-0-0).
- Structure endopsychique et relations d'objet, Vol. I Les fondements théoriques, Éd. du Monde Interne, 1999,  (ISBN 2-95122-863-5)